# Kościół św. Henryka we Wrocławiu
Kościół św. Henryka we Wrocławiu przy ul. Glinianej – neogotycki, dwuwieżowy kościół bazylikowy na planie krzyża łacińskiego, z wieńcem kaplic dookoła  transeptu  i prezbiterium.

## Historia i architektura
Kościół zbudowany został w latach 1890–1893 według projektu wrocławskiego architekta Josepha Ebersa. Powstał dzięki staraniom biskupa katolickiego, Heinricha Förstera, który przeznaczył na ten cel cały swój spadek. Konsekracji budynku dokonał w 1893 wrocławski kardynał, bp Georg Kopp.
Kościół św. Henryka był pierwszą tak okazałą budowlą sakralną Wrocławia wzniesioną po okresie kulturkampfu. Powstał w okresie, kiedy w obręb miasta Wrocławia włączono dawne wsie – Huby i Glinianki. 
Podczas II wojny światowej został częściowo zniszczony (zwłaszcza mury prezbiterium), lecz w okresie powojennym usunięto zniszczenia i odbudowano zburzoną część murów. Ostatnim etapem odnowy świątyni było w 2003 przywrócenie monumentalnych hełmów wieżowych w kształcie zbliżonym do formy sprzed 1945 (według projektu dra Macieja Małachowicza).
Kościół zbudowany jest z cegły i klinkieru. Fasada budowli zwieńczona jest typową dla gotyku francuskiego wielką rozetą, po bokach flankowana dwiema oktagonalnymi wieżami. Narożniki zdobione są zielono glazurowaną ceramiką. Wewnątrz zachowały się elementy oryginalnego wystroju, m.in. ambona oraz fresk, przedstawiający Maryję na tle wież kościołów wrocławskich.